# Lista siturilor arheologice din județul Sibiu - D
Lista siturilor arheologice din județul Sibiu - D conține toate siturile arheologice din județul Sibiu înscrise în Repertoriul Arheologic Național (RAN) și aflate în localități al căror nume începe cu litera D. RAN este administrat de Ministerul Culturii și Patrimoniului Național și cuprinde date științifice, cartografice, topografice, imagini și planuri, precum și orice alte informații privitoare la zonele cu potențial arheologic, studiate sau nu, încă existente sau dispărute.
Puteți căuta un sit din localitățile care încep cu litera D folosind formularul de mai jos sau puteți naviga prin toate siturile din județ la Lista siturilor arheologice din județul Sibiu.
| Cod RAN                                    | Denumire | Localitate                           | Adresă                     | Datare                                            | Descoperit | Coordonate                                        | Imagine           | Erori            |
| ------------------------------------------ | --- | ------------------------------------ | -------------------------- | ------------------------------------------------- | ---------- | ------------------------------------------------- | ----------------- | ---------------- |
| 143815.01.01 (Cod LMI: SB-I-s-B-11960)     | Necropola Latene de la Dumbrăveni / ansamblu Necropolă celtică (Categorie: descoperire funerară) (Tip: Necropolă de incinerație)                         | oraș Dumbrăveni                      |                            | Celtică sec. IV - III î.Hr.                       |            |                                                   | Încărcați imagine | Raportați eroare |
| 145444.04.01 (Cod LMI: SB-II-m-A-12375.01) | Ansamblul bisericii evanghelice fortificate din Daia / ansamblu anonim (Categorie: structură de cult/religioasă) (Tip: Biserică)                         | sat Daia, comuna Roșia               | 197                        | sec. XIII                                         |            |                                                   | Încărcați imagine | Raportați eroare |
| 145444.04.02 (Cod LMI: SB-II-m-A-12375.02) | Ansamblul bisericii evanghelice fortificate din Daia / ansamblu Zidul de incintă cu turn (Categorie: structură de cult/religioasă) (Tip: Zid de incintă) | sat Daia, comuna Roșia               | 197                        | sec. XVII                                         |            |                                                   | Încărcați imagine | Raportați eroare |
| 145444.04.03 (Cod LMI: SB-II-a-A-12375)    | Ansamblul bisericii evanghelice fortificate din Daia / ansamblu anonim (Categorie: structură de cult/religioasă) (Tip: Turn)                             | sat Daia, comuna Roșia               | 197                        | sec. XVII                                         |            | 45°48′09″N 24°16′32″E / 45.8025°N 24.2755555556°E | Încărcați imagine | Raportați eroare |
| 145444.03.01 (Cod LMI: SB-II-m-B-12372)    | Casa parohială din Daia / ansamblu anonim (Categorie: construcție) (Tip: Casă parohială)                                                                 | sat Daia, comuna Roșia               | 196                        | sec. al XVII-lea                                  |            |                                                   | Încărcați imagine | Raportați eroare |
| 145444.02.01 (Cod LMI: SB-II-m-B-12373)    | Casa medievală de la Daia / ansamblu anonim (Categorie: construcție) (Tip: Casă)                                                                         | sat Daia, comuna Roșia               | 11                         | sf. sec. al XVI-lea                               |            |                                                   | Încărcați imagine | Raportați eroare |
| 145444.01.01 (Cod LMI: SB-II-m-B-12374)    | Casă medievală din Daia / ansamblu anonim (Categorie: construcție) (Tip: Casă)                                                                           | sat Daia, comuna Roșia               | 12                         | sec. al XVIII-lea                                 |            |                                                   | Încărcați imagine | Raportați eroare |
| 144982.02.01 (Cod LMI: SB-II-m-A-12377)    | Casa parohială din Dealu Frumos / ansamblu anonim (Categorie: construcție) (Tip: Casă parohială)                                                         | sat Dealu Frumos, comuna Merghindeal | 12                         | sec. al XVI-lea                                   |            |                                                   | Încărcați imagine | Raportați eroare |
| 144982.01.01                               | Cetatea sătească din Dealu Frumos / ansamblu anonim (Categorie: construcție) (Tip: Cetate sătească)                                                      | sat Dealu Frumos, comuna Merghindeal | 13                         | înc. sec. al XVI-lea                              |            |                                                   | Încărcați imagine | Raportați eroare |
| 144982.01.02                               | Cetatea sătească din Dealu Frumos / ansamblu Biserica fortificată (Categorie: construcție) (Tip: Biserică)                                               | sat Dealu Frumos, comuna Merghindeal | 13                         | sec. XIII - înc. sec. XVI; fortif. 1586; sec. XIX |            |                                                   | Încărcați imagine | Raportați eroare |
| 144562.01.01 (Cod LMI: SB-II-m-A-12376)    | Biserica medievală din Dârlos / ansamblu anonim (Categorie: structură de cult/religioasă) (Tip: Biserică)                                                | sat Dârlos, comuna Dârlos            | 270                        | a doua jumătate a sec. al XV-lea                  |            |                                                   | Încărcați imagine | Raportați eroare |
| 144955.01.01                               | Cetatea sătească din Dobârca / ansamblu anonim (Categorie: construcție) (Tip: Cetate sătească)                                                           | sat Dobârca, oraș Miercurea Sibiului | 206                        | sec. al XVI-lea                                   |            |                                                   | Încărcați imagine | Raportați eroare |
| 144955.01.02                               | Cetatea sătească din Dobârca / ansamblu Biserica fortificată (Categorie: construcție) (Tip: Biserică)                                                    | sat Dobârca, oraș Miercurea Sibiului | 206                        | sec. XIII; transf. 1481 - 1515; 1599; 1631        |            |                                                   | Încărcați imagine | Raportați eroare |
| 143815.02.01 (Cod LMI: SB-II-m-B-12384)    | Castelul Apafy din Dumbrăveni / ansamblu anonim (Categorie: construcție) (Tip: Castel)                                                                   | oraș Dumbrăveni                      | str. Cuza Vodă 4           | a doua jumătate a sec. al XVII-lea                |            | 46°13′31″N 24°34′40″E / 46.225319°N 24.577734°E   | Încărcați imagine | Raportați eroare |
| 143815.04.01 (Cod LMI: SB-II-m-A-12382)    | Biserica "Sf. Apostoli Petru și Pavel" din Dumbrăveni / ansamblu anonim (Categorie: structură de cult/religioasă) (Tip: Biserică)                        | oraș Dumbrăveni                      | str. 1 Decembrie 1918      | sec. al XVIII-lea                                 |            |                                                   | Încărcați imagine | Raportați eroare |
| 143815.03.01 (Cod LMI: SB-II-m-B-12385)    | Fostă Biserica catolică "Ioan Botezătorul" de la Dumbrăveni / ansamblu anonim (Categorie: structură de cult/religioasă) (Tip: Biserică)                  | oraș Dumbrăveni                      | str. Tudor Vladimirescu 50 | sec. al XVIII-lea                                 |            |                                                   | Încărcați imagine | Raportați eroare |
| 144027.01.01 (Cod LMI: SB-II-m-A-12386.01) | Biserica fortificată din Dupuș / ansamblu anonim (Categorie: structură de cult/religioasă) (Tip: Biserică)                                               | sat Dupuș, comuna Ațel               | 127                        | sf. sec. al XV-lea                                |            |                                                   | Încărcați imagine | Raportați eroare |
| 144027.01.02 (Cod LMI: SB-II-m-A-12386.02) | Biserica fortificată din Dupuș / ansamblu anonim (Categorie: structură de cult/religioasă) (Tip: Fortificații)                                           | sat Dupuș, comuna Ațel               | 127                        | sec. al XVI-lea                                   |            |                                                   | Încărcați imagine | Raportați eroare |
| 145444.05.01                               | Așezarea eneolitică de la Daia - Pârăuț / ansamblu anonim (Categorie: locuire) (Tip: așezare)                                                            | sat Daia, comuna Roșia               | Pârăuț                     | Turdaș, Petrești                                  |            |                                                   | Încărcați imagine | Raportați eroare |
| 144955.02.01                               | Tezaurul monetar de la Dobârca / ansamblu anonim (Categorie: depozit/tezaur) (Tip: tezaur monetar)                                                       | sat Dobârca, oraș Miercurea Sibiului |                            |                                                   | 1967       |                                                   | Încărcați imagine | Raportați eroare |
| 144027.02.01                               | Descoperire izolată la Dupuș / ansamblu anonim (Categorie: locuire) (Tip: descoperiri de suprafață)                                                      | sat Dupuș, comuna Ațel               |                            |                                                   |            |                                                   | Încărcați imagine | Raportați eroare |